# Гуго II де Пюизе
Гуго де Пюизе или Гуго II из Яффы (1106 — 1134) — граф Яффы, крестоносец. В 1134 году поднял восстание против короля Иерусалима Фулька.

## Прибытие в королевство
Гуго был сыном Гуго I из Яффы и его жены Мамилы (или Мабиллы). Согласно Вильгельму Тирскому, его отец прибыл в Иерусалим паломником во время царствования Балдуина II, а Гуго был рождён в Апулии во время поездки. Однако более вероятно, что он прибыл на Восток с Боэмундом Тарентским в 1106 году. Так или иначе, по прибытии Гуго стал графом Яффы (назначен Балдуином I, если это было в 1106 году), но вскоре умер.
Когда Гуго II достиг совершеннолетия, он прибыл в Иерусалим, чтобы заявить о своих правах и женился на Эмме, племяннице патриарха Арнульфа. Гуго был родственником королевы Мелисенды: их отцы, Гуго I и Балдуин I, были двоюродными братьями, бабка Мелисенды, которую также звали Мелисенда, приходилась родной сестрой бабке Гуго, Алисе. Гуго имел слишком близкие, даже для родственников, отношения с Мелисендой, чем вызвал недовольство её ревнивого мужа. Ходили слухи, что Гуго был слишком надменным и отказался принести оммаж Фульку.

## Мятеж против короля
Тогда Фульк уговорил Вальтера Гранье, сына Эммы от первого брака, обвинить приёмного отца в заговоре против совета баронов. Гуго отрицал обвинения, было решено, что их рассудит поединок, но Гуго не явился в назначенный день, присоединился к мусульманскому гарнизону Аскалона и поднял восстание против Фулька, за что был приговорён к изгнанию на три года (мягкое наказание — следствие кровного родства с королевской династией). Его вассалы Балдуин из Рамлы и Барисан д’Ибелин выступили на стороне короля, Гуго поддержал лишь сеньор Трансиордании Ромен де Пюи.

## Покушение
Гуго имел право остаться в Иерусалиме, ожидая корабль, на котором должен был покинуть королевство. Однажды во время игры в кости на него напал бретонский рыцарь, который был тут же схвачен и осуждён. Ходили слухи, что Фульк собственноручно нанял его для убийства Гуго, однако на суде рыцарь объявил, что задумал покушение самостоятельно, желая добиться расположения короля. Тем не менее, Фульк уже не пользовался поддержкой общественного мнения в ходе суда. Некоторое время, которое заняло выздоровление, Гуго оставался в королевстве, а затем отправился в Апулию, где его родственник король Сицилии Рожер II пожаловал ему графский титул. Раны так до конца и не зажили, и вскоре после прибытия Гуго умер.

## Последствия изгнания
Было ли покушение организовано Фульком или нет, но многие историки подозревают его в том, что он подстрекнул Гуго к мятежу, чтобы завладеть Яффой. А так как Гуго умер до того, как прошли три года изгнания, его земли были присоединены к королевскому домену и оставались в нём до конца XII века. Фульк построил несколько замков, в том числе Ибелин, для обороны от вторжений египтян. Следствием мятежа стало усиление вассальных графству Яффа лордств, таких как Рамла и Ибелин.
Эти события привели к ссоре между Фульком и Мелисендой, которая была законной наследницей королевства, тогда как Фульк был лишь королём-консортом. Мелисенду поддержала церковь и многие бароны, в результате чего Фульк и его сторонники долгое время чувствовали себя неловко и даже небезопасно.

## Датировка мятежа
Раньше годом мятежа Гуго, согласно свидетельствам Вильгельма Тирского и арабского историка Ибн аль-Каланиси, считался 1132 год. Однако Вильгельм видимо ошибался, а Ибн аль-Каланиси имел в виду конфликт между Фульком и Понсом (графом Триполи), в 1132 году. И в 1133, и в 1134 годах в документах Гуго упоминается как граф Яффы, поэтому большинство учёных считают правильной датой 1134 год.